# Presidente Kubitschek
Presidente Kubitschek este un oraș în Minas Gerais (MG), Brazilia.